# عملیات زمستان داغ
عملیات زمستان داغ (به عبری: מבצע חורף חם) عملیاتی است که توسط نیروهای دفاعی اسرائیل با تکیه بر گردان‌های پیاده نظام و یگان‌های ویژه در غزه با هدف توقف پرتاب موشک‌های قسام انجام شد.